# Lamastre (tổng)
Tổng Lamastre là một tổng của Pháp nằm ở tỉnh Ardèche trong vùng Rhône-Alpes.
Tổng này được tổ chức xung quanh Lamastre ở quận Tournon-sur-Rhône. Độ cao biến thiên từ 290 m (Le Crestet) đến 1 170 m (Désaignes) với độ cao trung bình là 550 m.

## Hành chính
| Giai đoạn | Ủy viên          | Đảng | Tư cách             |
| --------- | ---------------- | ---- | ------------------- |
|           | Jean-Paul Vallon | DVD  | Thị trưởng Lamastre |

## Các đơn vị hành chính
Tổng Lamastre bao gồm 9 xã với dân số 6 217 người (điều tra năm 1999, dân số không tính trùng).
| Xã                      | Dân số | Mã bưu chính | Mã insee |
| ----------------------- | ------ | ------------ | -------- |
| Le Crestet              | 510    | 07270        | 07073    |
| Désaignes               | 1 105  | 07570        | 07079    |
| Empurany                | 492    | 07270        | 07085    |
| Gilhoc-sur-Ormèze       | 387    | 07270        | 07095    |
| Lamastre                | 2 467  | 07270        | 07129    |
| Nozières                | 258    | 07270        | 07166    |
| Saint-Barthélemy-Grozon | 469    | 07270        | 07216    |
| Saint-Basile            | 279    | 07270        | 07218    |
| Saint-Prix              | 250    | 07270        | 07290    |

## Thông tin nhân khẩu
| 1962                                                     | 1968  | 1975  | 1982  | 1990  | 1999  |
| -------------------------------------------------------- | ----- | ----- | ----- | ----- | ----- |
| 7 771                                                    | 8 395 | 7 555 | 7 165 | 6 520 | 6 217 |
| Nombre retenu à partir de 1962 : dân số không tính trùng |       |       |       |       |       |